# دقی
دقی نام شهر و شهرستانی در استان جیزه مصر است. 

## منبع
ویکی‌پدیای عربی، ۲۱ مارس ۲۰۰۷.